# Europaspiele 2023/Teilnehmer (Aserbaidschan)
| Gelbes Symbol für Goldmedaillen mit stilisierten Olympischen Ringen | Graues Symbol für Silbermedaillen mit stilisierten Olympischen Ringen | Braundes Symbol für Bronzemedaillen mit stilisierten Olympischen Ringen |
| ------------------------------------------------------------------- | --------------------------------------------------------------------- | ----------------------------------------------------------------------- |
| 3                                                                   | 2                                                                     | 6                                                                       |

Aserbaidschan nahm mit 100 Athleten an den Europaspielen 2023 in Krakau teil.

## Medaillen

### Medaillenspiegel
| Rang   | Sportart  | Gold | Silber | Bronze | Gesamt |
| ------ | --------- | ---- | ------ | ------ | ------ |
| 1      | Karate    | 2    | –      | 1      | 3      |
| 2      | Kickboxen | 1    | –      | –      | 1      |
| 3      | Boxen     | –    | 1      | 1      | 2      |
| 3      | Taekwondo | –    | 1      | 1      | 2      |
| 5      | Muay Thai | –    | –      | 3      | 3      |
| Gesamt | Gesamt    | 3    | 2      | 6      | 11     |

### Medaillengewinner
| Name/n              | Sportart  | Wettkampf                                          |
| ------------------- | --------- | -------------------------------------------------- |
| Gold                |           |                                                    |
| Irina Zaretska      | Karate    | Kumite bis 68 kg Frauen                            |
| Fərid Ağamoğlanov   | Kickboxen | Vollkontakt Halbweltergewicht Männer (bis 63,5 kg) |
| Tural Ağalarzadə    | Karate    | Kumite bis 67 kg Männer                            |
| Silber              |           |                                                    |
| Məhəmməd Abdullayev | Boxen     | Superschwergewicht (ab 92 kg)                      |
| Səyyad Dadaşov      | Taekwondo | Nadelgewicht (bis 54 kg)                           |
| Bronze              |           |                                                    |
| Aysu Devrişova      | Muay Thai | Federgewicht Frauen (bis 57 kg)                    |
| Emili Rzayeva       | Muay Thai | Halbweltergewicht Frauen (bis 63,5 kg)             |
| Xəyal Əliyev        | Muay Thai | Weltergewicht Männer (bis 67 kg)                   |
| Asiman Qurbanlı     | Karate    | Kumite über 84 kg Männer                           |
| Murad Allahverdiyev | Boxen     | Halbschwergewicht Männer (bis 80 kg)               |
| Həşim Məhəmmədov    | Taekwondo | Fliegengewicht Männer (bis 58 kg)                  |

## Teilnehmer nach Sportarten

### Badminton
| Athleten                                | Wettbewerb | Vorrunde             | Vorrunde | Vorrunde | Achtelfinale | Achtelfinale | Viertelfinale | Viertelfinale | Halbfinale    | Halbfinale    | Finale        | Finale        | Rang |
| Athleten                                | Wettbewerb | Gegner               | Erg.     | Rang     | Gegner       | Erg.         | Gegner        | Erg.          | Gegner        | Erg.          | Gegner        | Erg.          | Rang |
| --------------------------------------- | ---------- | -------------------- | -------- | -------- | ------------ | ------------ | ------------- | ------------- | ------------- | ------------- | ------------- | ------------- | ---- |
| Frauen                                  |            |                      |          |          |              |              |               |               |               |               |               |               |      |
| Keişa Fatimə Zəhra                      | Einzel     | Golubickaitė         | 2:0      | 1        | Stadelmann   | 1:2          | ausgeschieden | ausgeschieden | ausgeschieden | ausgeschieden | ausgeschieden | ausgeschieden | =17  |
| Keişa Fatimə Zəhra                      | Einzel     | Ginga                | 2:0      | 1        | Stadelmann   | 1:2          | ausgeschieden | ausgeschieden | ausgeschieden | ausgeschieden | ausgeschieden | ausgeschieden | =17  |
| Keişa Fatimə Zəhra                      | Einzel     | Li                   | 2:1      | 1        | Stadelmann   | 1:2          | ausgeschieden | ausgeschieden | ausgeschieden | ausgeschieden | ausgeschieden | ausgeschieden | =17  |
| Keişa Fatimə Zəhra Era Maftuha          | Doppel     | Azurmendi / Corrales | 0:2      | 3        | —            | —            | ausgeschieden | ausgeschieden | ausgeschieden | ausgeschieden | ausgeschieden | ausgeschieden | =9   |
| Keişa Fatimə Zəhra Era Maftuha          | Doppel     | Jille / Seinen       | 0:2      | 3        | —            | —            | ausgeschieden | ausgeschieden | ausgeschieden | ausgeschieden | ausgeschieden | ausgeschieden | =9   |
| Keişa Fatimə Zəhra Era Maftuha          | Doppel     | Au Yeong / Hochmeir  | 2:1      | 3        | —            | —            | ausgeschieden | ausgeschieden | ausgeschieden | ausgeschieden | ausgeschieden | ausgeschieden | =9   |
| Männer                                  |            |                      |          |          |              |              |               |               |               |               |               |               |      |
| Ade Resky Dwicahyo                      | Einzel     | Peñalver             | 2:1      | 1        | Koljonen     | 0:2          | ausgeschieden | ausgeschieden | ausgeschieden | ausgeschieden | ausgeschieden | ausgeschieden | =17  |
| Ade Resky Dwicahyo                      | Einzel     | Janakiew             | 2:1      | 1        | Koljonen     | 0:2          | ausgeschieden | ausgeschieden | ausgeschieden | ausgeschieden | ausgeschieden | ausgeschieden | =17  |
| Ade Resky Dwicahyo                      | Einzel     | Bosniuk              | 2:0      | 1        | Koljonen     | 0:2          | ausgeschieden | ausgeschieden | ausgeschieden | ausgeschieden | ausgeschieden | ausgeschieden | =17  |
| Ade Resky Dwicahyo Azmy Qowimuramadhoni | Doppel     | Lane / Sean Vendy    | 0:2      | 3        | —            | —            | ausgeschieden | ausgeschieden | ausgeschieden | ausgeschieden | ausgeschieden | ausgeschieden | =9   |
| Ade Resky Dwicahyo Azmy Qowimuramadhoni | Doppel     | Greco / Salutt       | 1:2      | 3        | —            | —            | ausgeschieden | ausgeschieden | ausgeschieden | ausgeschieden | ausgeschieden | ausgeschieden | =9   |
| Ade Resky Dwicahyo Azmy Qowimuramadhoni | Doppel     | Magee / Reynolds     | 2:1      | 3        | —            | —            | ausgeschieden | ausgeschieden | ausgeschieden | ausgeschieden | ausgeschieden | ausgeschieden | =9   |

### Beachsoccer
| Wettbewerb            | Männer |
| --------------------- | --- |
| Athleten              | Sabir Allahquliyev Hüseyn Axundov Comərd Baxşəliyev Ramil Əliyev Fuad Hüseynov Elçin Qasımov Kamran Qürbətov Elşad Manafov Orxan Məmmədov Amid Nəzərov Vaqif Şirinbəyov İsa Zeynallı |
| Trainer               | Zeynal Zeynalov |
| Gruppenphase          | Polen 2:7 Portugal 2:5 Spanien 1:7 |
| Platzierungsrunde 5–8 | Ukraine 7:6 n. V. |
| Spiel um Platz 5      | Moldau 4:2 |
| Halbfinale            | ausgeschieden |
| Finale                | ausgeschieden |
| Rang                  | 5 |

### Bogenschießen
| Athleten            | Wettbewerb     | Platzierungsrunde | Platzierungsrunde | 1. Runde      | 1. Runde | 2. Runde      | 2. Runde      | Achtelfinale  | Achtelfinale  | Viertelfinale | Viertelfinale | Halbfinale    | Halbfinale    | Finale        | Finale        | Rang |
| Athleten            | Wettbewerb     | Ringe             | Rang              | Gegner        | Erg.     | Gegner        | Erg.          | Gegner        | Erg.          | Gegner        | Erg.          | Gegner        | Erg.          | Gegner        | Erg.          | Rang |
| ------------------- | -------------- | ----------------- | ----------------- | ------------- | -------- | ------------- | ------------- | ------------- | ------------- | ------------- | ------------- | ------------- | ------------- | ------------- | ------------- | ---- |
| Frauen              |                |                   |                   |               |          |               |               |               |               |               |               |               |               |               |               |      |
| Yaylagül Ramazanova | Recurve Einzel | 645               | 23                | Ramanauskaitė | 2:6      | ausgeschieden | ausgeschieden | ausgeschieden | ausgeschieden | ausgeschieden | ausgeschieden | ausgeschieden | ausgeschieden | ausgeschieden | ausgeschieden | = 33 |

### Boxen
| Athleten                  | Wettbewerb                      | 1. Runde | 1. Runde | 2. Runde  | 2. Runde | Achtelfinale    | Achtelfinale  | Viertelfinale | Viertelfinale | Halbfinale    | Halbfinale    | Finale        | Finale        | Rang   |
| Athleten                  | Wettbewerb                      | Gegner   | Ergebnis | Gegner    | Ergebnis | Gegner          | Ergebnis      | Gegner        | Ergebnis      | Gegner        | Ergebnis      | Gegner        | Ergebnis      | Rang   |
| ------------------------- | ------------------------------- | -------- | -------- | --------- | -------- | --------------- | ------------- | ------------- | ------------- | ------------- | ------------- | ------------- | ------------- | ------ |
| Frauen                    |                                 |          |          |           |          |                 |               |               |               |               |               |               |               |        |
| Anaxanım İsmayılova       | Halbfliegengewicht (bis 50 kg)  | —        | —        | Freilos   | Freilos  | de Pinho Soares | DSQ           | ausgeschieden | ausgeschieden | ausgeschieden | ausgeschieden | ausgeschieden | ausgeschieden | =9     |
| Zeynəb Rəhimova           | Bantamgewicht (bis 54 kg)       | —        | —        | Perijoc   | RSC      | ausgeschieden   | ausgeschieden | ausgeschieden | ausgeschieden | ausgeschieden | ausgeschieden | ausgeschieden | ausgeschieden | =17    |
| Məhsəti Həmzəyeva Ağamalı | Federgewicht (bis 57 kg)        | —        | —        | Freilos   | Freilos  | Chatschatrjan   | 5:0           | Zidani        | 0:5           | ausgeschieden | ausgeschieden | ausgeschieden | ausgeschieden | =5     |
| Şəhla Allahverdiyeva      | Weltergewicht (bis 66 kg)       | —        | —        | Freilos   | Freilos  | Derieuw         | 0:5           | ausgeschieden | ausgeschieden | ausgeschieden | ausgeschieden | ausgeschieden | ausgeschieden | =9     |
| Aynur Rzayeva             | Mittelgewicht (bis 75 kg)       | —        | —        | Freilos   | Freilos  | Schönberger     | 0:5           | ausgeschieden | ausgeschieden | ausgeschieden | ausgeschieden | ausgeschieden | ausgeschieden | =9     |
| Männer                    |                                 |          |          |           |          |                 |               |               |               |               |               |               |               |        |
| Məsud Yusifzadə           | Fliegengewicht (bis 51 kg)      | —        | —        | Freilos   | Freilos  | Bernáth         | 0:5           | ausgeschieden | ausgeschieden | ausgeschieden | ausgeschieden | ausgeschieden | ausgeschieden | =9     |
| Ümid Rüstəmov             | Federgewicht (bis 57 kg)        | —        | —        | Veres     | 0:5      | ausgeschieden   | ausgeschieden | ausgeschieden | ausgeschieden | ausgeschieden | ausgeschieden | ausgeschieden | ausgeschieden | 17     |
| Məlik Həsənov             | Halbweltergewicht (bis 63,5 kg) | —        | —        | Roskowicz | 5:0      | Clancy          | 2:3           | ausgeschieden | ausgeschieden | ausgeschieden | ausgeschieden | ausgeschieden | ausgeschieden | =9     |
| Sərxan Əliyev             | Halbmittelgewicht (bis 71 kg)   | Freilos  | Freilos  | Takács    | 5:0      | Madiev          | 3:2           | Traoré        | 2:3           | ausgeschieden | ausgeschieden | ausgeschieden | ausgeschieden | =5     |
| Murad Allahverdiyev       | Halbschwergewicht (bis 80 kg)   | —        | —        | Schumann  | RSC      | Nystedt         | 4:1           | Hakobjan      | 5:0           | Veočić        | 0:5           | ausgeschieden | ausgeschieden | Bronze |
| Loren Alfonso             | Schwergewicht (bis 92 kg)       | —        | —        | Zak       | 1:4      | ausgeschieden   | ausgeschieden | ausgeschieden | ausgeschieden | ausgeschieden | ausgeschieden | ausgeschieden | ausgeschieden | =17    |
| Məhəmməd Abdullayev       | Superschwergewicht (ab 92 kg)   | —        | —        | Aydemir   | RSC      | Begadse         | 3:1           | Roulias       | 5:0           | Tiafack       | 4:1           | Orie          | 0:5           | Silber |

### Fechten
| Athleten                                                          | Wettbewerb       | Vorrunde | Vorrunde | 1. Runde | 1. Runde | 2. Runde      | 2. Runde      | 3. Runde      | 3. Runde      | Achtelfinale  | Achtelfinale  | Viertelfinale | Viertelfinale | Halbfinale    | Halbfinale    | Finale        | Finale        | Rang |
| Athleten                                                          | Wettbewerb       | S:N      | Rang     | Gegner   | Erg.     | Gegner        | Erg.          | Gegner        | Erg.          | Gegner        | Erg.          | Gegner        | Erg.          | Gegner        | Erg.          | Gegner        | Erg.          | Rang |
| ----------------------------------------------------------------- | ---------------- | -------- | -------- | -------- | -------- | ------------- | ------------- | ------------- | ------------- | ------------- | ------------- | ------------- | ------------- | ------------- | ------------- | ------------- | ------------- | ---- |
| Frauen                                                            |                  |          |          |          |          |               |               |               |               |               |               |               |               |               |               |               |               |      |
| Valeriya Bolşakova                                                | Säbel            | 3:6      | 5        | —        | —        | Funke         | 15:11         | Kərimova      | 12:15         | ausgeschieden | ausgeschieden | ausgeschieden | ausgeschieden | ausgeschieden | ausgeschieden | ausgeschieden | ausgeschieden | 28   |
| Anna Bashta                                                       | Säbel            | 5:6      | 1        | —        | —        | Freilos       | Freilos       | Kozaczuk      | 11:15         | ausgeschieden | ausgeschieden | ausgeschieden | ausgeschieden | ausgeschieden | ausgeschieden | ausgeschieden | ausgeschieden | 17   |
| Səbinə Kərimova                                                   | Säbel            | 5:6      | 2        | —        | —        | Freilos       | Freilos       | Bolşakova     | 15:12         | Katona        | 12:15         | ausgeschieden | ausgeschieden | ausgeschieden | ausgeschieden | ausgeschieden | ausgeschieden | 11   |
| Palina Kaspiaroviç                                                | Säbel            | 1:6      | 6        | —        | —        | ausgeschieden | ausgeschieden | ausgeschieden | ausgeschieden | ausgeschieden | ausgeschieden | ausgeschieden | ausgeschieden | ausgeschieden | ausgeschieden | ausgeschieden | ausgeschieden | 45   |
| Valeriya Bolşakova Anna Bashta Səbinə Kərimova Palina Kaspiaroviç | Säbel Mannschaft | —        | —        | —        | —        | —             | —             | —             | —             | Rumänien      | 45:42         | Italien       | 42:45         | Griechenland  | 45:29         | Spanien       | 42:45         | 6    |
| Männer                                                            |                  |          |          |          |          |               |               |               |               |               |               |               |               |               |               |               |               |      |
| Ruslan Həsənov                                                    | Degen            | 4:6      | 2        | Freilos  | Freilos  | Favre         | 14:15         | ausgeschieden | ausgeschieden | ausgeschieden | ausgeschieden | ausgeschieden | ausgeschieden | ausgeschieden | ausgeschieden | ausgeschieden | ausgeschieden | 42   |
| Kənan Əliyev                                                      | Degen            | 2:6      | 6        | Eskov    | 13:15    | ausgeschieden | ausgeschieden | ausgeschieden | ausgeschieden | ausgeschieden | ausgeschieden | ausgeschieden | ausgeschieden | ausgeschieden | ausgeschieden | ausgeschieden | ausgeschieden | 70   |
| Barat Quliyev                                                     | Degen            | 2:6      | 6        | Freilos  | Freilos  | ausgeschieden | ausgeschieden | ausgeschieden | ausgeschieden | ausgeschieden | ausgeschieden | ausgeschieden | ausgeschieden | ausgeschieden | ausgeschieden | ausgeschieden | ausgeschieden | 72   |
| Ayxan Xasıyev                                                     | Säbel            | 1:6      | 5        | —        | —        | ausgeschieden | ausgeschieden | ausgeschieden | ausgeschieden | ausgeschieden | ausgeschieden | ausgeschieden | ausgeschieden | ausgeschieden | ausgeschieden | ausgeschieden | ausgeschieden | 54   |
| Maqsud Hüseynli                                                   | Säbel            | 1:6      | 6        | —        | —        | ausgeschieden | ausgeschieden | ausgeschieden | ausgeschieden | ausgeschieden | ausgeschieden | ausgeschieden | ausgeschieden | ausgeschieden | ausgeschieden | ausgeschieden | ausgeschieden | 51   |
| Murad Əkbərov                                                     | Säbel            | 2:6      | 2        | —        | —        | Bravo         | 9:15          | ausgeschieden | ausgeschieden | ausgeschieden | ausgeschieden | ausgeschieden | ausgeschieden | ausgeschieden | ausgeschieden | ausgeschieden | ausgeschieden | 37   |
| Saleh Məmmədov                                                    | Säbel            | 2:5      | 4        | —        | —        | Szczepanik    | 5:15          | ausgeschieden | ausgeschieden | ausgeschieden | ausgeschieden | ausgeschieden | ausgeschieden | ausgeschieden | ausgeschieden | ausgeschieden | ausgeschieden | 36   |
| Kanan Aliyev Barat Quliyev Ruslan Həsənov                         | Degen Mannschaft | —        | —        | —        | —        | —             | —             | Estland       | 41:43         | ausgeschieden | ausgeschieden | ausgeschieden | ausgeschieden | ausgeschieden | ausgeschieden | ausgeschieden | ausgeschieden | 18   |
| Murad Əkbərov Maqsud Hüseynli Ayxan Xasıyev Saleh Məmmədov        | Säbel Mannschaft | —        | —        | —        | —        | —             | —             | Freilos       | Freilos       | Ungarn        | 25:45         | Türkei        | 31:45         | Griechenland  | 45:43         | Irland        | 45:30         | 13   |

### Judo
| Athleten | Wettbewerb | 1. Runde | 1. Runde | Achtelfinale | Achtelfinale | Viertelfinale | Viertelfinale | Halbfinale    | Halbfinale    | Finale        | Finale        | Rang |
| Athleten | Wettbewerb | Gegner   | Ergebnis | Gegner       | Ergebnis     | Gegner        | Ergebnis      | Gegner        | Ergebnis      | Gegner        | Ergebnis      | Rang |
| --- | ---------- | -------- | -------- | ------------ | ------------ | ------------- | ------------- | ------------- | ------------- | ------------- | ------------- | ---- |
| Mixed |            |          |          |              |              |               |               |               |               |               |               |      |
| Südabə Ağayeva Fidan Əlizadə Nərmin Əmirli Camal Qəmzətxanov Elyan Hacıyev Günel Həsəni Rəşid Məmmədəliyev Nəriman Mirzəyev Nigar Süleymanova Vüqar Talıbov İmran Yusifov | Mannschaft | Freilos  | Freilos  | Tschechien   | 4:1          | Frankreich    | 0:4           | ausgeschieden | ausgeschieden | ausgeschieden | ausgeschieden | =9   |

### Karate

#### Kumite
| Athleten         | Wettbewerb        | Gruppenphase | Gruppenphase | Gruppenphase | Gruppenphase | Gruppenphase | Gruppenphase | Gruppenphase | Halbfinale    | Halbfinale    | Finale        | Finale        | Rang   |
| Athleten         | Wettbewerb        | Gegner       | Ergebnis     | Gegner       | Ergebnis     | Gegner       | Ergebnis     | Rang         | Gegner        | Ergebnis      | Gegner        | Ergebnis      | Rang   |
| ---------------- | ----------------- | ------------ | ------------ | ------------ | ------------ | ------------ | ------------ | ------------ | ------------- | ------------- | ------------- | ------------- | ------ |
| Frauen           |                   |              |              |              |              |              |              |              |               |               |               |               |        |
| Fidan Teymurova  | Kumite bis 50 kg  | Perfetto     | 1:5          | Hubrich      | 3:1          | Özçelik      | 1:3          | 3            | ausgeschieden | ausgeschieden | ausgeschieden | ausgeschieden | =5     |
| Mədinə Sadıqova  | Kumite bis 55 kg  | Goranowa     | 1:3          | Kerner       | 3:0          | Warling      | 2:3          | 3            | ausgeschieden | ausgeschieden | ausgeschieden | ausgeschieden | =5     |
| Irina Zaretska   | Kumite bis 68 kg  | Melnyk       | 5:0          | Makjan       | 8:0          | Nieto Mejías | 4:3          | 1            | Agier         | 3:0           | Quirici       | 4:1           | Gold   |
| Fəridə Əliyeva   | Kumite über 68 kg | Torres       | 2:4          | Ferracuti    | 2:4          | Lesjak       | 0:4          | 4            | ausgeschieden | ausgeschieden | ausgeschieden | ausgeschieden | =7     |
| Männer           |                   |              |              |              |              |              |              |              |               |               |               |               |        |
| Əminağa Quliyev  | Kumite bis 60 kg  | Xenos        | 1:2          | Şamdan       | 0:7          | Kwaśniewski  | 1:0          | 3            | ausgeschieden | ausgeschieden | ausgeschieden | ausgeschieden | =5     |
| Tural Ağalarzadə | Kumite bis 67 kg  | Tadassi      | 4:0          | Pisino       | 5:3          | Xenos        | 2:0          | 1            | Sabiecki      | 4:3           | Xenos         | 0:0           | Gold   |
| Fərid Ağayev     | Kumite bis 75 kg  | Zaplitnyi    | 1:2          | De Vivo      | 2:5          | Gonçalves    | 0:0          | 3            | ausgeschieden | ausgeschieden | ausgeschieden | ausgeschieden | =5     |
| Asiman Qurbanlı  | Kumite über 84 kg | Seck         | 6:4          | Arkania      | 1:2          | Bostandžić   | 9:1          | 2            | Kvesić        | 3:5           | ausgeschieden | ausgeschieden | Bronze |

### Kickboxen
| Athleten          | Wettbewerb                                  | Viertelfinale | Viertelfinale | Halbfinale        | Halbfinale    | Finale        | Finale        | Rang |
| Athleten          | Wettbewerb                                  | Gegner        | Ergebnis      | Gegner            | Ergebnis      | Gegner        | Ergebnis      | Rang |
| ----------------- | ------------------------------------------- | ------------- | ------------- | ----------------- | ------------- | ------------- | ------------- | ---- |
| Männer            |                                             |               |               |                   |               |               |               |      |
| Fərid Ağamoğlanov | Vollkontakt Halbweltergewicht (bis 63,5 kg) | Barák         | 3:0           | Barrios Galarreta | 3:0           | Tramontana    | 3:0           | Gold |
| Elşad Şahbazov    | Vollkontakt Cruisergewicht (bis 86,0 kg)    | Melnyk        | 0:3           | ausgeschieden     | ausgeschieden | ausgeschieden | ausgeschieden | =5   |

### Leichtathletik
| Team          | Wettbewerb  | Wettbewerb | Punkte | Punkte | Punkte | Punkte | Punkte | Punkte | Punkte     | Punkte    | Punkte    | Punkte      | Punkte           | Punkte      | Punkte    | Punkte     | Punkte     | Punkte         | Punkte     | Punkte     | Punkte     | Punkte | Rang |
| Team          | Wettbewerb  | Wettbewerb | 100 m  | 200 m  | 400 m  | 800 m  | 1500 m | 5000 m | 110 m Hü.* | 400 m Hü. | 4 × 100 m | 4 × 400 m** | 3000 m Hindernis | Kugelstoßen | Speerwurf | Hammerwurf | Diskuswurf | Stabhochsprung | Hochsprung | Dreisprung | Weitsprung | Gesamt | Rang |
| ------------- | ----------- | ---------- | ------ | ------ | ------ | ------ | ------ | ------ | ---------- | --------- | --------- | ----------- | ---------------- | ----------- | --------- | ---------- | ---------- | -------------- | ---------- | ---------- | ---------- | ------ | ---- |
| Aserbaidschan | 3. Division | Männer     | 5      | 6      | 6      | 2      | 5      | 4      | —          | 10        | 9         | 9           | —                | 9           | —         | —          | 6          | —              | —          | 14         | 8          | 180    | 13   |
| Aserbaidschan | 3. Division | Frauen     | 6      | 6      | 11     | 6      | 10     | 11     | —          | —         | —         | 9           | —                | —           | —         | 15         | —          | —              | —          | 15         | 7          | 180    | 13   |

* Die Frauen traten über 100 m Hürden, statt 110 m Hürden an.
** Die 4 × 400 m waren ein Mixed-Wettkampf.

#### Einzelresultate
| Wettbewerb       | Männer                                                         | Männer          | Männer      | Männer      | Frauen              | Frauen          | Frauen         | Frauen         |
| Wettbewerb       | Athlet                                                         | Ergebnis        | Rang        | Gesamt Rang | Athletin            | Ergebnis        | Rang           | Gesamt Rang    |
| ---------------- | -------------------------------------------------------------- | --------------- | ----------- | ----------- | ------------------- | --------------- | -------------- | -------------- |
| 100 m            | Aleksey Əliəkbərov                                             | 11,23 s         | 11          | 43          | İlahə Quliyeva      | 12,39 s PB      | 10             | 42             |
| 200 m            | Aleksey Əliəkbərov                                             | 22,25 s         | 10          | 41          | İlahə Quliyeva      | 25,33 s PB      | 10             | 42             |
| 400 m            | Cavid Məmmədov                                                 | 49,58 s PB      | 10          | 42          | Lamiyə Vəliyeva     | 55,79 s         | 05             | 33             |
| 800 m            | Elman Abışov                                                   | 2:06,12 min PB  | 14          | 46          | Anna Yusupova       | 2:17,33 min PB  | 10             | 40             |
| 1500 m           | Elman Abışov                                                   | 4:18,19 min PB  | 11          | 43          | Anna Yusupova       | 4:38,00 min PB  | 06             | 36             |
| 5000 m           | Elman Abışov                                                   | 16:26,70 min SB | 12          | 43          | Anna Yusupova       | 17:37,97 min SB | 05             | 34             |
| 110/100 m Hürden | Kein Athlet                                                    | Kein Athlet     | Kein Athlet | Kein Athlet | Keine Athletin      | Keine Athletin  | Keine Athletin | Keine Athletin |
| 400 m Hürden     | Cavid Məmmədov                                                 | 55,76 s PB      | 06          | 34          | Keine Athletin      | Keine Athletin  | Keine Athletin | Keine Athletin |
| 3000 m Hindernis | Kein Athlet                                                    | Kein Athlet     | Kein Athlet | Kein Athlet | Keine Athletin      | Keine Athletin  | Keine Athletin | Keine Athletin |
| 4 × 100 m        | Aleksey Əliəkbərov Əli Abdıyev Qədir Qurbanov Kəsgin Abbaszadə | 42,63 s SB      | 07          | 33          | Keine Staffel       | Keine Staffel   | Keine Staffel  | Keine Staffel  |
| Kugelstoßen      | İsmayıl Əliyev                                                 | 15,84 m         | 07          | 37          | Keine Athletin      | Keine Athletin  | Keine Athletin | Keine Athletin |
| Speerwurf        | Kein Athlet                                                    | Kein Athlet     | Kein Athlet | Kein Athlet | Keine Athletin      | Keine Athletin  | Keine Athletin | Keine Athletin |
| Hammerwurf       | Kein Athlet                                                    | Kein Athlet     | Kein Athlet | Kein Athlet | Anna Skidan         | 71,69 m SB      | 01             | 4              |
| Diskuswurf       | İsmayıl Əliyev                                                 | 44,83 m         | 10          | 41          | Keine Athletin      | Keine Athletin  | Keine Athletin | Keine Athletin |
| Stabhochsprung   | Kein Athlet                                                    | Kein Athlet     | Kein Athlet | Kein Athlet | Keine Athletin      | Keine Athletin  | Keine Athletin | Keine Athletin |
| Hochsprung       | Kein Athlet                                                    | Kein Athlet     | Kein Athlet | Kein Athlet | Keine Athletin      | Keine Athletin  | Keine Athletin | Keine Athletin |
| Dreisprung       | Aleksis Kopello                                                | 15,91 m         | 02          | 10          | Yekaterina Sarıyeva | 13,38 m         | 01             | 14             |
| Weitsprung       | Kəsgin Abbaszadə                                               | 7,12 m          | 08          | 34          | Fəxriyyə Tağızadə   | 5,14 m          | 09             | 40             |

| Wettbewerb | Mixed                                                     | Mixed          | Mixed | Mixed       |
| Wettbewerb | Athleten                                                  | Ergebnis       | Rang  | Gesamt Rang |
| ---------- | --------------------------------------------------------- | -------------- | ----- | ----------- |
| 4 × 400 m  | Cavid Məmmədov Lamiyə Vəliyeva Əli Abdıyev İlahə Quliyeva | 3:31,55 min SB | 7     | 39          |

### Muay Thai
| Athleten          | Wettbewerb                      | Viertelfinale | Viertelfinale | Halbfinale    | Halbfinale    | Finale        | Finale        | Rang   |
| Athleten          | Wettbewerb                      | Gegner        | Ergebnis      | Gegner        | Ergebnis      | Gegner        | Ergebnis      | Rang   |
| ----------------- | ------------------------------- | ------------- | ------------- | ------------- | ------------- | ------------- | ------------- | ------ |
| Frauen            |                                 |               |               |               |               |               |               |        |
| Aysu Devrişova    | Federgewicht (bis 57 kg)        | Piteša        | 30:26         | Axling        | CCL           | ausgeschieden | ausgeschieden | Bronze |
| Emili Rzayeva     | Halbweltergewicht (bis 63,5 kg) | Cornolle      | w.o.          | Štechová      | RSC3          | ausgeschieden | ausgeschieden | Bronze |
| Männer            |                                 |               |               |               |               |               |               |        |
| Xəyal Əliyev      | Weltergewicht (bis 67 kg)       | Klein         | RSC2          | Siegert       | RSC3          | ausgeschieden | ausgeschieden | Bronze |
| Məhəbbət Hümbətov | Leichtgewicht (bis 60 kg)       | Rajewski      | 28:29         | ausgeschieden | ausgeschieden | ausgeschieden | ausgeschieden | =5     |

### Padel
| Athleten                        | Wettbewerb | 1. Runde                           | 1. Runde | Achtelfinale  | Achtelfinale  | Viertelfinale | Viertelfinale | Halbfinale    | Halbfinale    | Finale        | Finale        | Rang |
| Athleten                        | Wettbewerb | Gegner                             | Erg.     | Gegner        | Erg.          | Gegner        | Erg.          | Gegner        | Erg.          | Gegner        | Erg.          | Rang |
| ------------------------------- | ---------- | ---------------------------------- | -------- | ------------- | ------------- | ------------- | ------------- | ------------- | ------------- | ------------- | ------------- | ---- |
| Frauen                          |            |                                    |          |               |               |               |               |               |               |               |               |      |
| Samirə Əliyeva Nərminə Bağırova | Doppel     | Chiara Pappacena Giulia Sussarello | 0:2      | ausgeschieden | ausgeschieden | ausgeschieden | ausgeschieden | ausgeschieden | ausgeschieden | ausgeschieden | ausgeschieden | =17  |

### Schießen
| Athleten                                              | Wettbewerb                  | Qualifikation   | Qualifikation | Halbfinale      | Halbfinale      | Finale          | Finale          | Rang |
| Athleten                                              | Wettbewerb                  | Ringe/ Scheiben | Rang          | Ringe/ Scheiben | Rang            | Ringe/ Scheiben | Rang            | Rang |
| ----------------------------------------------------- | --------------------------- | --------------- | ------------- | --------------- | --------------- | --------------- | --------------- | ---- |
| Frauen                                                |                             |                 |               |                 |                 |                 |                 |      |
| Nigar Nəsirova                                        | 10 m Luftpistole            | 565             | 25            | —               | —               | ausgeschieden   | ausgeschieden   | 25   |
| Nigar Nəsirova                                        | 25 m Schnellfeuerpistole    | 282             | 30            | 568             | 25              | ausgeschieden   | ausgeschieden   | 25   |
| Nəzrin Abbaslı                                        | 10 m Luftpistole            | 557             | 35            | —               | —               | ausgeschieden   | ausgeschieden   | 35   |
| Reqina Meftahətdinova                                 | Skeet                       | 70              | 12            | 115             | 18              | ausgeschieden   | ausgeschieden   | 18   |
| Nurlana Cəfərova                                      | Skeet                       | 67              | 20            | 109             | 26              | ausgeschieden   | ausgeschieden   | 26   |
| Aydan Camalova                                        | Trap                        | 68              | 19            | 114             | 15              | ausgeschieden   | ausgeschieden   | 15   |
| Ülviyyə Eyvazova                                      | Trap                        | 64              | 27            | 105             | 29              | ausgeschieden   | ausgeschieden   | 29   |
| Nigar Nəsirova Nərminə Səmədova Nəzrin Abbaslı        | 10 m Luftpistole Mannschaft | 826             | 9             | ausgeschieden   | ausgeschieden   | ausgeschieden   | ausgeschieden   | 9    |
| Nurlana Cəfərova Reqina Meftahətdinova Sevda Nəcəfova | Skeet Mannschaft            | 196             | 4             | —               | —               | Tschechien 0:6  | 4               | 4    |
| Aydan Camalova Ülviyyə Eyvazova Alina Rəfixanova      | Trap Mannschaft             | 187             | 5             | —               | —               | ausgeschieden   | ausgeschieden   | 5    |
| Männer                                                |                             |                 |               |                 |                 |                 |                 |      |
| Ruslan Lunev                                          | 10 m Luftpistole            | 577             | 11            | —               | —               | ausgeschieden   | ausgeschieden   | 11   |
| Ruslan Lunev                                          | 25 m Schnellfeuerpistole    | 292             | 6             | 581             | 6               | 9               | 8               | 8    |
| Mixed                                                 |                             |                 |               |                 |                 |                 |                 |      |
| Ruslan LunevNigar Nəsirova                            | 10 m Luftpistole            | 572             | 17            | —               | —               | ausgeschieden   | ausgeschieden   | 17   |
| Ruslan LunevNigar Nəsirova                            | 25 m Schnellfeuerpistole    | 525             | 9             | Did Not Advance | Did Not Advance | Did Not Advance | Did Not Advance | 9    |

### Taekwondo
| Athleten          | Wettbewerb                 | Achtelfinale | Achtelfinale | Viertelfinale | Viertelfinale | Halbfinale/Hoffnungsrunde | Halbfinale/Hoffnungsrunde | Finale             | Finale        | Rang   |
| Athleten          | Wettbewerb                 | Gegner       | Erg.         | Gegner        | Erg.          | Gegner                    | Erg.                      | Gegner             | Erg.          | Rang   |
| ----------------- | -------------------------- | ------------ | ------------ | ------------- | ------------- | ------------------------- | ------------------------- | ------------------ | ------------- | ------ |
| Frauen            |                            |              |              |               |               |                           |                           |                    |               |        |
| Minaya Akbarova   | Nadelgewicht (bis 46 kg)   | Zampetti     | 0:2          | ausgeschieden | ausgeschieden | ERT Pouryounes            | 2:0                       | Kouttouki          | 0:2           | 5      |
| Patimat Abakarova | Fliegengewicht (bis 49 kg) | Kisskalt     | 0:2          | ausgeschieden | ausgeschieden | ausgeschieden             | ausgeschieden             | ausgeschieden      | ausgeschieden | 11     |
| Fəridə Əzizova    | Weltergewicht (bis 67 kg)  | Mitsopoulou  | 1:2          | ausgeschieden | ausgeschieden | ausgeschieden             | ausgeschieden             | ausgeschieden      | ausgeschieden |        |
| Männer            |                            |              |              |               |               |                           |                           |                    |               |        |
| Səyyad Dadaşov    | Nadelgewicht (bis 54 kg)   | Abdel Halim  | 2:0          | Bogdanow      | 2:0           | Marwan                    | 2:0                       | Arillo             | 1:2           | Silber |
| Həşim Məhəmmədov  | Fliegengewicht (bis 58 kg) | Achnine      | 2:0          | Vicente       | 0:2           | Nagaev                    | 2:0                       | Platz 3: Lomartire | 2:0           | Bronze |
| Cavad Ağayev      | Federgewicht (bis 68 kg)   | Chamalidis   | 1:2          | ausgeschieden | ausgeschieden | ausgeschieden             | ausgeschieden             | 11                 |               | =11    |
| Taleh Süleymanov  | Mittelgewicht (bis 74 kg)  | Cudnoch      | WD           | Takov         | 0:2           | ausgeschieden             | ausgeschieden             | 9                  |               | =9     |

### Triathlon
| Athleten          | Wettbewerb | Zeit      | Rang |
| ----------------- | ---------- | --------- | ---- |
| Männer            |            |           |      |
| Rostislav Pevtsov | Einzel     | 1:46:58,6 | 6    |